# Isabella di Baviera (duchessa 1361)

Stemma di famiglia

Isabella di Baviera, conosciuta anche come Elisabetta di Baviera (1361 – Milano, 17 gennaio 1382), è stata una nobile tedesca unica figlia del duca Federico di Baviera dal suo primo matrimonio con Anna von Neuffen, fu la moglie di Marco Visconti, signore di Parma.

## Vita
Quando i duchi bavaresi si allearono con Bernabò Visconti nel 1365, Signore di Milano, ecc. questa alleanza fu suggellata da un doppio matrimonio: Agosto 1365  Impegnato a Milano, il figlio di Bernabò, Marco Visconti con Isabella, e la sorella maggiore di Marco, Taddea Visconti, con lo zio di Isabella, Stefano III di Baviera-Ingolstadt . Le ulteriori trattative tra Wittelsbach e Visconti sono documentate in nove documenti degli anni 1366 e 1367. Nell'ottobre 1366, una missione diplomatica bavarese a Milano chiarì delle questioni aperte,  a novembre Bernabò inviò dei suoi emissari in Baviera autorizzati a concludere il contratto,  che ottenne anche il consenso degli Asburgo,  nel gennaio 1367. La dote di Isabella valeva 45.000 fiorini   mentre la controdote fu consegnata a febbraio.  Nell'aprile 1367, la dote di Taddea di 100.000 fiorini fu  trasferita a Milano, 
Non è chiaro quando Isabella si trasferì a Milano e quando sposò Marco Visconti. Probabilmente viaggiò a Losanna già nell'estate del 1367 e poi andò a Milano con suo suocero.  L'unica cosa certa è che Isabella e Marco erano sposati da tempo,  quando quest'ultimo morì a Milano nel gennaio 1382. Isabella morì due settimane dopo e fu sepolta a Milano come suo marito. Taddea Visconti, che al duca Stephan aveva avuto i bambini Ludovico ed Isabella, era morta l'anno precedente. Nonostante le loro morti, la congiunzione tra Wittelsbach e Visconti fu confermata da Federico stesso che, nel settembre 1381  sposò la sorella minore di Marco, Maddalena in secondo matrimonio.

## Ascendenza
|                              |   |                           | Genitori                 |  |  | Nonni |  |  | Bisnonni              |  |  | Trisnonni                  |  |
|                              |   |                           |                          |  |  |       |  |  | Ludovico IV il Bavaro |  |  | Ludovico II del Palatinato |  |
|                              |   |                           |                          |  |  |       |  |  | Ludovico IV il Bavaro |  |  | Ludovico II del Palatinato |  |
|                              |   | Matilde d'Asburgo         |                          |  |  |       |  |  | Ludovico IV il Bavaro |  |  |                            |  |
| Stefano II di Baviera        |   |                           |                          |  |  |       |  |  | Ludovico IV il Bavaro |  |  |                            |  |
|                              |   | Beatrice di Slesia-Glogau | Bolko I di Schweidnitz   |  |  |       |  |  |                       |  |  |                            |  |
|                              |   | Beatrice di Slesia-Glogau | Bolko I di Schweidnitz   |  |  |       |  |  |                       |  |  |                            |  |
|                              |   | Beatrice di Slesia-Glogau | Beatrice del Brandeburgo |  |  |       |  |  |                       |  |  |                            |  |
| Federico di Baviera-Landshut |   | Beatrice di Slesia-Glogau |                          |  |  |       |  |  |                       |  |  |                            |  |
|                              |   | Federico III d'Aragona    | Pietro III d'Aragona     |  |  |       |  |  |                       |  |  |                            |  |
|                              |   | Federico III d'Aragona    | Pietro III d'Aragona     |  |  |       |  |  |                       |  |  |                            |  |
|                              |   | Federico III d'Aragona    | Costanza II di Sicilia   |  |  |       |  |  |                       |  |  |                            |  |
| Isabella d'Aragona           |   | Federico III d'Aragona    |                          |  |  |       |  |  |                       |  |  |                            |  |
|                              |   | Eleonora d'Angiò          | Carlo II d'Angiò         |  |  |       |  |  |                       |  |  |                            |  |
|                              |   | Eleonora d'Angiò          | Carlo II d'Angiò         |  |  |       |  |  |                       |  |  |                            |  |
|                              |   | Eleonora d'Angiò          | Maria d'Ungheria         |  |  |       |  |  |                       |  |  |                            |  |
| Isabella di Baviera          |   | Eleonora d'Angiò          |                          |  |  |       |  |  |                       |  |  |                            |  |
|                              | … | …                         |                          |  |  |       |  |  |                       |  |  |                            |  |
|                              | … | …                         |                          |  |  |       |  |  |                       |  |  |                            |  |
|                              | … | …                         |                          |  |  |       |  |  |                       |  |  |                            |  |
| Bertoldo VII di Neuffen      | … |                           |                          |  |  |       |  |  |                       |  |  |                            |  |
|                              |   | …                         | …                        |  |  |       |  |  |                       |  |  |                            |  |
|                              |   | …                         | …                        |  |  |       |  |  |                       |  |  |                            |  |
|                              |   | …                         | …                        |  |  |       |  |  |                       |  |  |                            |  |
| Anna di Neuffen              |   | …                         |                          |  |  |       |  |  |                       |  |  |                            |  |
|                              |   | …                         | …                        |  |  |       |  |  |                       |  |  |                            |  |
|                              |   | …                         | …                        |  |  |       |  |  |                       |  |  |                            |  |
|                              |   | …                         | …                        |  |  |       |  |  |                       |  |  |                            |  |
| …                            |   | …                         |                          |  |  |       |  |  |                       |  |  |                            |  |
|                              |   | …                         | …                        |  |  |       |  |  |                       |  |  |                            |  |
|                              |   | …                         | …                        |  |  |       |  |  |                       |  |  |                            |  |
|                              |   | …                         | …                        |  |  |       |  |  |                       |  |  |                            |  |
|                              |   | …                         |                          |  |  |       |  |  |                       |  |  |                            |  |